# ساندرا شمیرلر
ساندرا شمیرلر (انگلیسی: Sandra Schmirler; ۱۱ ژوئن ۱۹۶۳ – ۲ مارس ۲۰۰۰) ورزشکار کرلینگ اهل کانادا بود.